# Barnards stjerne
Barnards stjerne er en rød dværg i stjernebilledet Slangebæreren. Barnards stjerne befinder sig lidt under 6 lysår (omtrent 1,8 pc) fra Jorden og er med sin tilsyneladende størrelsesklasse på 9,54 ikke synlig med det blotte øje. Den korte afstand gør Barnards stjerne til Solens fjerde nærmeste nabo i galaksen, kun overgået af det tredobbelte stjernesystem Alfa Centauri. Stjernen er opkaldt efter astronomen E.E. Barnard, som i 1916 målte dens egenbevægelse til 10,3 buesekunder per år, hvilket til dato er den største kendte egenbevægelse i forhold til Solen. Den store egenbevægelse betyder, at den i forhold til andre stjerner flytter sig hvad der svarer til fuldmånens vinkeldiameter på himlen i løbet af blot 180 år.
Igennem tiden har Barnards stjerne været genstand for mange undersøgelser, og den har sandsynligvis fået mere opmærksomhed blandt astronomer end nogen anden rød dværg. Dette skyldes blandt andet den favorable placering tæt ved himlens ækvator og dens korte afstand fra Solen. Desuden har stjernen tiltrukket sig opmærksomhed, fordi den nederlandsk-amerikanske astronom Peter van de Kamp i 1960-erne mente, at der kredsede en gigantisk gasplanet omkring stjernen. Denne hypotese blev tilbagevist i starten af 1970'erne, men det er stadig muligt, at der kredser mindre jordlignende planeter omkring stjernen. Desuden tyder nogle observationer på, at stjernen, trods dens høje alder, stadig oplever stjerneudbrud.
I 2018 opdagede britiske astronomer en planet om Barnards stjerne. Det menes, at der ikke er tale om den planet, van de Kamp hævdede eksistensen af. Planeten har fået navnet Barnards stjerne b og kredser i nogenlunde samme afstand om sin stjerne, som Merkur om Solen. Forskerne mener dog, at Barnards stjerne b er langt koldere end Merkur, fordi Barnards stjerne er langt koldere end Solen. Temperaturen anslås til cirka -150 °C, måske højere, hvis der skulle være en atmosfære om den.